# Boletín Oficial del Estado

Logo des BOE

Der Boletín Oficial del Estado (kurz BOE; deutsch „Staatliches Amtsbulletin“) ist das Gesetz- und Amtsblatt des spanischen Staates.

## Geschichte
Im Jahr 1661 erschien mit der Gaceta das erste Nachrichtenblatt in Madrid. Seit 1697 erschien es unter dem Titel Gaceta de Madrid. 1762 übernahm die spanische Krone die Veröffentlichung der Gaceta, womit das Blatt auch zu einem amtlichen Informationsblatt wurde. 1836 wurde bestimmt, dass Gesetze, Verordnungen, Dekrete u. ä. in der Gaceta zu veröffentlichen sind. Seit 1886 war die Gaceta nur noch ein Gesetz- und Amtsblatt und enthielt seitdem keinen Nachrichtenteil mehr. Während des spanischen Bürgerkriegs trug das Veröffentlichungsblatt der Zweiten Republik den Titel Gaceta de la República, während das der Putschisten als Boletín Oficial del Estado erschien. Nach dem Sieg des Franco-Regimes wurde dieser Titel beibehalten. Ab 1961 hieß das Blatt Boletín Oficial del Estado – Gaceta de Madrid. Dieser Titel wurde auch nach dem Übergang Spaniens zur Demokratie beibehalten. Seit 1987 heißt das Blatt wieder einfach Boletín Oficial del Estado.

## Inhalt
Im BOE werden nicht nur Gesetze, Verordnungen des spanischen Staats und von ihm geschlossene völkerrechtliche Verträge veröffentlicht. Zum Inhalt gehören vielmehr auch die von den Autonomen Gemeinschaften verabschiedeten Gesetze. Veröffentlicht werden im BOE außerdem auch Entscheidungen des Verfassungsgerichts, Ernennungen und Abberufungen bestimmter Staatsbeamter (auch z. B. des Ministerpräsidenten und der Minister) und Richter, Stellenausschreibungen und andere Hoheitsakte, wenn deren Veröffentlichung im BOE gesetzlich bestimmt ist. Außerdem können öffentliche Zustellungen und Bekanntmachungen durch Veröffentlichung im BOE bewirkt werden. Der BOE erfüllt also in etwa die Funktion von Bundesgesetzblatt und Bundesanzeiger in Deutschland.
Der im BOE veröffentlichte Wortlaut der Bestimmungen ist verbindlich.

## Organisation

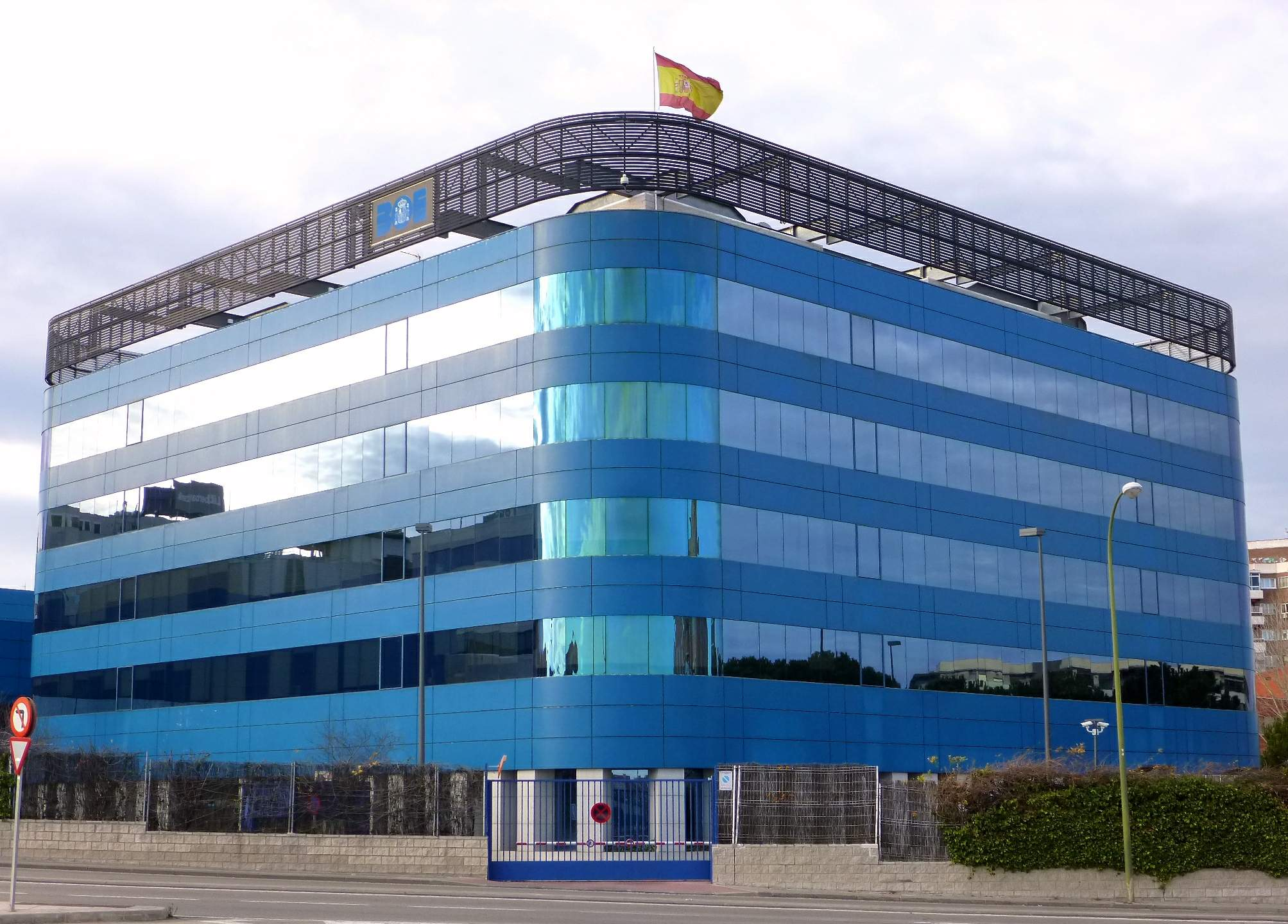
Sitz der Agencia Estatal Boletín Oficial del Estado in Madrid

Zuständig für die Veröffentlichung des BOE ist die Staatsanstalt Agencia Estatal Boletín del Estado.

## Elektronische Ausgabe
Seit dem 1. Januar 2009 ist die im Internet veröffentlichte elektronische Ausgabe des BOE verbindlich. Gedruckt wird der BOE seitdem nur noch in sehr geringer Stückzahl zu vorwiegend dokumentarischen Zwecken.
Außerdem sind auf der Internetseite des BOE auch alle älteren Ausgaben seit dem 1. September 1960 abrufbar.

## Andere Gesetz- und Amtsblätter in Spanien
Die Autonomen Gemeinschaften verfügen über ihre eigenen Gesetz- und Amtsblätter, die Provinzen über ihre eigenen Amtsblätter. Auch einige größere Städte haben vergleichbare eigene Veröffentlichungsorgane.